# Rallye-Weltmeisterschaft 1996
Die FIA-Rallye-Weltmeisterschaft 1996 wurde am 9. Februar in Schweden gestartet und endete am 6. November in Katalonien. Insgesamt wurden 9 Weltmeisterschaftsläufe auf fünf Kontinenten gefahren. Tommi Mäkinen wurde zum ersten Mal Weltmeister.

## Fahrzeuge

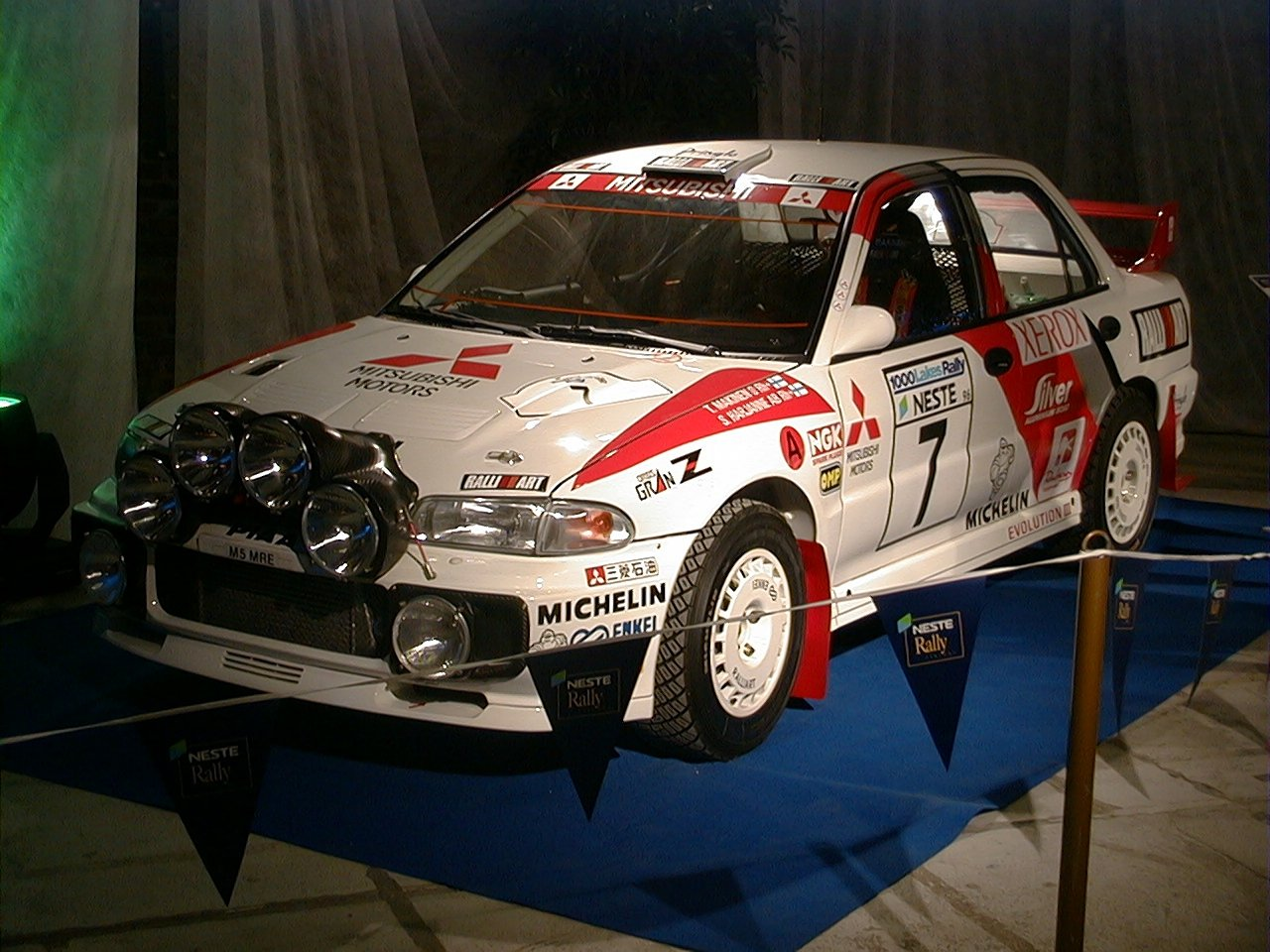
Mitsubishi Lancer Evo III
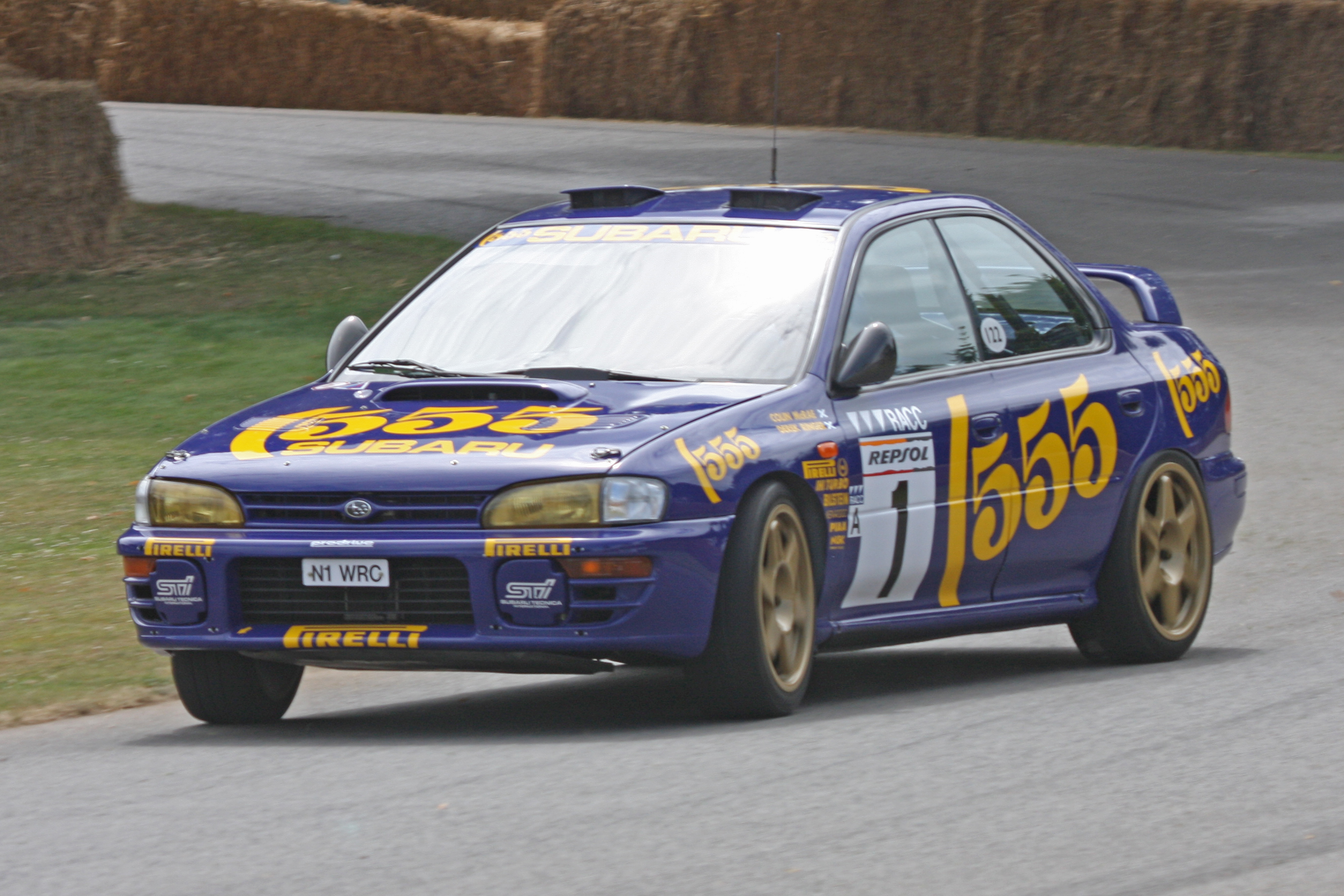
Subaru Impreza WRC
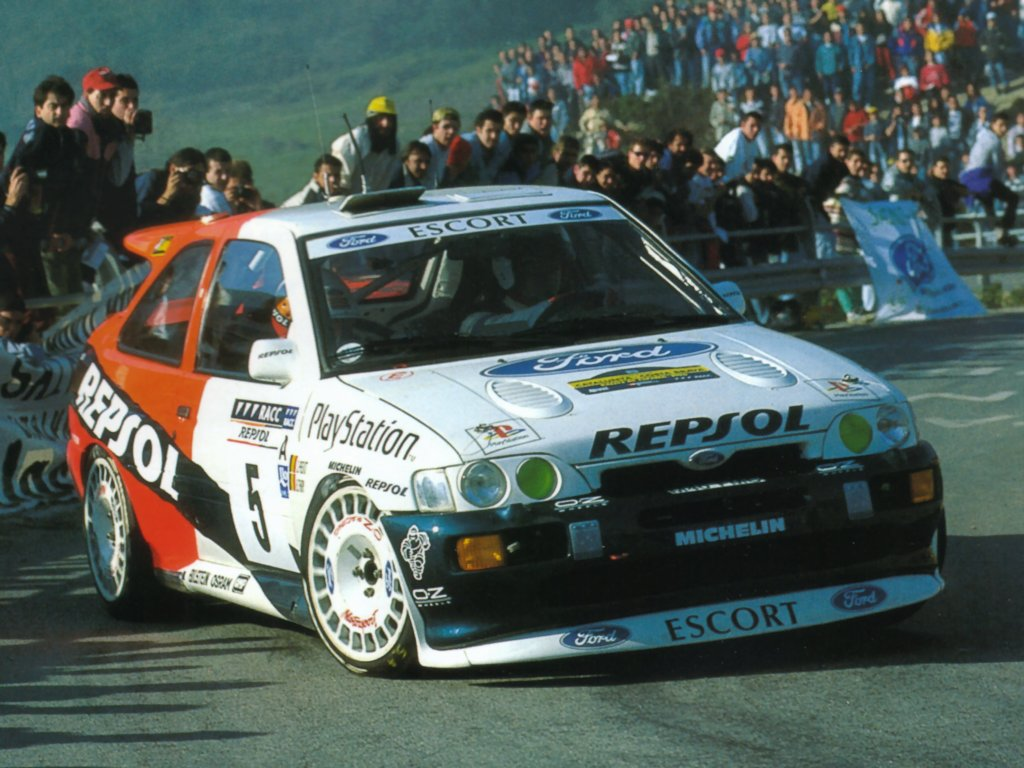
Ford Escort RS Cosworth

## Teams und Fahrer
| Team                     | Hersteller | Auto                        | Startnr. | Fahrer              | Rallye     |
| ------------------------ | ---------- | --------------------------- | -------- | ------------------- | ---------- |
| Subaru World Rally Team  | Subaru     | Subaru Impreza 555          | 1        | Colin McRae         | Alle       |
| Subaru World Rally Team  | Subaru     | Subaru Impreza 555          | 2        | Kenneth Eriksson    | Alle       |
| Subaru World Rally Team  | Subaru     | Subaru Impreza 555          | 3        | Didier Auriol       | 1          |
| Subaru World Rally Team  | Subaru     | Subaru Impreza 555          | 3        | Piero Liatti        | 2–9        |
| Subaru World Rally Team  | Subaru     | Subaru Impreza 555          | 10       | Piero Liatti        | 1          |
| Ford Motor Company       | Ford       | Ford Escort RS Cosworth     | 4        | Carlos Sainz senior | Alle       |
| Ford Motor Company       | Ford       | Ford Escort RS Cosworth     | 5        | François Delecour   | 1          |
| Ford Motor Company       | Ford       | Ford Escort RS Cosworth     | 5        | Stig Blomqvist      | 2          |
| Ford Motor Company       | Ford       | Ford Escort RS Cosworth     | 5        | Gwyndaf Evans       | 3          |
| Ford Motor Company       | Ford       | Ford Escort RS Cosworth     | 5        | Bruno Thiry         | 4–9        |
| Ford Motor Company       | Ford       | Ford Escort RS Cosworth     | 6        | Stig Blomqvist      | 1          |
| Ford Motor Company       | Ford       | Ford Escort RS Cosworth     | 6        | Dandy Rukmana       | 3          |
| Ford Motor Company       | Ford       | Ford Escort RS Cosworth     | 14       | Ari Vatanen         | 1          |
| Ford Motor Company       | Ford       | Ford Escort RS Cosworth     | 16       | Ari Mökkönen        | 5          |
| Team Mitsubishi Ralliart | Mitsubishi | Mitsubishi Lancer Evo 3     | 7        | Tommi Mäkinen       | Alle       |
| Team Mitsubishi Ralliart | Mitsubishi | Mitsubishi Lancer Evo 3     | 8        | Kenneth Bäcklund    | 1          |
| Team Mitsubishi Ralliart | Mitsubishi | Mitsubishi Lancer Evo 3     | 8        | Kenjirō Shinozuka   | 2          |
| Team Mitsubishi Ralliart | Mitsubishi | Mitsubishi Lancer Evo 3     | 8        | Richard Burns       | 3, 5, 7, 9 |
| Team Mitsubishi Ralliart | Mitsubishi | Mitsubishi Lancer Evo 3     | 8        | Uwe Nittel          | 4          |
| Team Mitsubishi Ralliart | Mitsubishi | Mitsubishi Lancer Evo 3     | 8        | Lasse Lampi         | 6          |
| Team Mitsubishi Ralliart | Mitsubishi | Mitsubishi Lancer Evo 3     | 8        | Didier Auriol       | 8          |
| Team Mitsubishi Ralliart | Mitsubishi | Mitsubishi Lancer Evo 3     | 9        | Uwe Nittel          | 1, 5, 8    |
| Team Mitsubishi Ralliart | Mitsubishi | Mitsubishi Lancer Evo 3     | 9        | Yoshihiro Kataoka   | 3          |
| Team Mitsubishi Ralliart | Mitsubishi | Mitsubishi Lancer Evo 3     | 9        | Pascal Smets        | 4          |
| Team Mitsubishi Ralliart | Mitsubishi | Mitsubishi Lancer Evo 3     | 9        | Jouko Puhakka       | 6          |
| Team Mitsubishi Ralliart | Mitsubishi | Mitsubishi Lancer Evo 3     | 9        | Ed Ordynski         | 7          |
| Team Mitsubishi Ralliart | Mitsubishi | Mitsubishi Lancer Evo 3     | 18       | Uwe Nittel          | 4, 6–7, 9  |
| Team Mitsubishi Ralliart | Mitsubishi | Mitsubishi Lancer Evo 3     | 29       | Yoshihiro Kataoka   | 7          |
| Team Mitsubishi Ralliart | Mitsubishi | Mitsubishi Lancer Evo 3     | 41       | Pascal Smets        | 8          |
| Toyota Castrol Team      | Toyota     | Toyota Celica GT-Four ST205 | 10       | Thomas Rådström     | 1, 4, 6, 9 |
| Toyota Castrol Team      | Toyota     | Toyota Celica GT-Four ST205 | 10       | Ian Duncan          | 2          |
| Toyota Castrol Team      | Toyota     | Toyota Celica GT-Four ST205 | 11       | Juha Kankkunen      | 1, 3, 6    |
| Toyota Castrol Team      | Toyota     | Toyota Celica GT-Four ST205 | 12       | Neal Bates          | 7          |
| Toyota Castrol Team      | Toyota     | Toyota Celica GT-Four ST205 | 15       | Tomas Jansson       | 1          |
| Toyota Castrol Team      | Toyota     | Toyota Celica GT-Four ST205 | 16       | Freddy Loix         | 4, 8–9     |
| Toyota Castrol Team      | Toyota     | Toyota Celica GT-Four ST205 | 16       | Marcus Grönholm     | 6          |
| Toyota Castrol Team      | Toyota     | Toyota Celica GT-Four ST205 | 27       | Reza Pribadi        | 3          |
| Toyota Castrol Team      | Toyota     | Toyota Celica GT-Four ST205 | 42       | Teppo Leino         | 6          |

## Kalender
Die eingetragenen Kilometer entsprechen der Distanz der Wertungsprüfungen. Die Distanz der Verbindungsstrecken zwischen den einzelnen WPs ist nicht enthalten.
| Rallye                                   | Rang | Fahrer              | Fahrzeug                | Gesamtzeit Std:Min:Sek | Anzahl WP     | Länge      | Gestartet | im Ziel |
| ---------------------------------------- | ---- | ------------------- | ----------------------- | ---------------------- | ------------- | ---------- | --------- | ------- |
| Rallye Schweden 9.–11. Februar 1996      | 1.   | Tommi Mäkinen       | Mitsubishi Lancer Evo 3 | 4:37:10                | 27            | 490,64 km  | 95        | 55      |
| Rallye Schweden 9.–11. Februar 1996      | 2.   | Carlos Sainz senior | Ford Escort RS Cosworth | + 00:23                | 27            | 490,64 km  | 95        | 55      |
| Rallye Schweden 9.–11. Februar 1996      | 3.   | Colin McRae         | Subaru Impreza 555      | + 01:05                | 27            | 490,64 km  | 95        | 55      |
|                                          |      |                     |                         |                        |               |            |           |         |
| Rallye Safari 5.–7. April 1996           | 1.   | Tommi Mäkinen       | Mitsubishi Lancer Evo 3 | 12:41:24               | 12            | 1493,15 km | 56        | 18      |
| Rallye Safari 5.–7. April 1996           | 2.   | Kenneth Eriksson    | Subaru Impreza 555      | + 14:16                | 12            | 1493,15 km | 56        | 18      |
| Rallye Safari 5.–7. April 1996           | 3.   | Ian Duncan          | Toyota Celica GT-Four   | + 42:00                | 12            | 1493,15 km | 56        | 18      |
|                                          |      |                     |                         |                        |               |            |           |         |
| Rallye Indonesien 10.–12. Mai 1996       | 1.   | Carlos Sainz senior | Ford Escort RS Cosworth | 5:30:00                | 127           | 460,81 km  | 61        | 29      |
| Rallye Indonesien 10.–12. Mai 1996       | 2.   | Piero Liatti        | Subaru Impreza 555      | + 00:23                | 127           | 460,81 km  | 61        | 29      |
| Rallye Indonesien 10.–12. Mai 1996       | 3.   | Juha Kankkunen      | Toyota Celica GT-Four   | + 01:02                | 127           | 460,81 km  | 61        | 29      |
|                                          |      |                     |                         |                        |               |            |           |         |
| Rallye Akropolis 2.–4. Juni 1996         | 1.   | Colin McRae         | Subaru Impreza 555      | 5:33:12                | 21 1 abgesagt | 453,34 km  | 94        | 42      |
| Rallye Akropolis 2.–4. Juni 1996         | 2.   | Tommi Mäkinen       | Mitsubishi Lancer Evo 3 | + 00:50                | 21 1 abgesagt | 453,34 km  | 94        | 42      |
| Rallye Akropolis 2.–4. Juni 1996         | 3.   | Carlos Sainz senior | Ford Escort RS Cosworth | + 03:21                | 21 1 abgesagt | 453,34 km  | 94        | 42      |
|                                          |      |                     |                         |                        |               |            |           |         |
| Rallye Argentinien 4.–6. Juli 1996       | 1.   | Tommi Mäkinen       | Mitsubishi Lancer Evo 3 | 5:48:42                | 28            | 526,15 km  | 66        | 28      |
| Rallye Argentinien 4.–6. Juli 1996       | 2.   | Carlos Sainz senior | Ford Escort RS Cosworth | + 01:35                | 28            | 526,15 km  | 66        | 28      |
| Rallye Argentinien 4.–6. Juli 1996       | 3.   | Kenneth Eriksson    | Subaru Impreza 555      | + 04:39                | 28            | 526,15 km  | 66        | 28      |
|                                          |      |                     |                         |                        |               |            |           |         |
| Rallye Finnland 23.–26. August 1996      | 1.   | Tommi Mäkinen       | Mitsubishi Lancer Evo 3 | 4:04:13                | 29 1 abgesagt | 476,41 km  | 116       | 60      |
| Rallye Finnland 23.–26. August 1996      | 2.   | Juha Kankkunen      | Toyota Celica GT-Four   | + 00:46                | 29 1 abgesagt | 476,41 km  | 116       | 60      |
| Rallye Finnland 23.–26. August 1996      | 3.   | Jarmo Kytölehto     | Ford Escort RS Cosworth | + 02:37                | 29 1 abgesagt | 476,41 km  | 116       | 60      |
|                                          |      |                     |                         |                        |               |            |           |         |
| Rallye Australien 13.–16. September 1996 | 1.   | Tommi Mäkinen       | Mitsubishi Lancer Evo 3 | 4:08:50                | 27 1 abgesagt | 484,4 km   | 103       | 51      |
| Rallye Australien 13.–16. September 1996 | 2.   | Kenneth Eriksson    | Subaru Impreza 555      | + 01:17                | 27 1 abgesagt | 484,4 km   | 103       | 51      |
| Rallye Australien 13.–16. September 1996 | 3.   | Carlos Sainz senior | Ford Escort RS Cosworth | + 01:21                | 27 1 abgesagt | 484,4 km   | 103       | 51      |
|                                          |      |                     |                         |                        |               |            |           |         |
| Rallye San Remo 13.–16. Oktober 1996     | 1.   | Colin McRae         | Subaru Impreza 555      | 4:26:57                | 18 1 abgesagt | 381,15 km  | 93        | 47      |
| Rallye San Remo 13.–16. Oktober 1996     | 2.   | Carlos Sainz senior | Ford Escort RS Cosworth | + 00:22                | 18 1 abgesagt | 381,15 km  | 93        | 47      |
| Rallye San Remo 13.–16. Oktober 1996     | 3.   | Bruno Thiry         | Ford Escort RS Cosworth | + 02:09                | 18 1 abgesagt | 381,15 km  | 93        | 47      |
|                                          |      |                     |                         |                        |               |            |           |         |
| Rallye Katalonien 4.–6. November 1996    | 1.   | Colin McRae         | Subaru Impreza 555      | 4:14:20                | 18            | 393,26 km  | 88        | 58      |
| Rallye Katalonien 4.–6. November 1996    | 2.   | Piero Liatti        | Subaru Impreza 555      | + 00.07                | 18            | 393,26 km  | 88        | 58      |
| Rallye Katalonien 4.–6. November 1996    | 3.   | Bruno Thiry         | Ford Escort RS Cosworth | + 01:18                | 18            | 393,26 km  | 88        | 58      |

| Farbe  | Untergrund |
| ------ | ---------- |
| Gold   | Schotter   |
| Silber | Asphalt    |
| Blau   | Eis/Schnee |
| Bronze | Gemischt   |

## Klassifikationen
| Punkteverteilung | Punkteverteilung | Punkteverteilung | Punkteverteilung | Punkteverteilung | Punkteverteilung | Punkteverteilung | Punkteverteilung | Punkteverteilung | Punkteverteilung | Punkteverteilung |
| ---------------- | ---------------- | ---------------- | ---------------- | ---------------- | ---------------- | ---------------- | ---------------- | ---------------- | ---------------- | ---------------- |
| Rang             | 1                | 2                | 3                | 4                | 5                | 6                | 7                | 8                | 9                | 10               |
| Punkte           | 20               | 15               | 12               | 10               | 8                | 6                | 4                | 3                | 2                | 1                |

### Fahrerwertung
| Rang | Fahrer               | SWE | KEN | INA | GRC | ARG | FIN | AUS | ITA | ESP | Punkte |
| ---- | -------------------- | --- | --- | --- | --- | --- | --- | --- | --- | --- | ------ |
| 1    | Tommi Mäkinen        | 1   | 1   | DNF | 2   | 1   | 1   | 1   | DNF | 5   | 123    |
| 2    | Colin McRae          | 3   | 4   | DNF | 1   | DNF | DNF | 4   | 1   | 1   | 92     |
| 3    | Carlos Sainz senior  | 2   | DNF | 1   | 3   | 2   | DNF | 3   | 2   | DNF | 89     |
| 4    | Kenneth Eriksson     | 5   | 2   | DNF | 5   | 3   | 5   | 2   | 5   | 7   | 78     |
| 5    | Piero Liatti         | 12  | 5   | 2   | 4   | 7   | DNS | 7   | DNF | 2   | 56     |
| 6    | Bruno Thiry          |     |     |     | 6   | 5   | 11  | 6   | 3   | 3   | 44     |
| 7    | Juha Kankkunen       | 4   |     | 3   |     |     | 2   |     |     |     | 37     |
| 8    | Freddy Loix          |     |     |     | 7   |     |     |     | 4   | 4   | 24     |
| 9    | Richard Burns        |     |     | DNF |     | 4   |     | 5   |     | DNF | 18     |
| 10   | Marcus Grönholm      | 7   |     |     |     |     | 4   |     |     |     | 14     |
| 11   | Gilberto Pianezzola  |     |     |     | 8   | 6   |     |     | 7   |     | 13     |
| 12   | Ian Duncan           |     | 3   |     |     |     |     |     |     |     | 12     |
|      | Jarmo Kytölehto      |     |     |     |     |     | 3   |     | DNF | DNF | 12     |
| 14   | Yoshio Fujimoto      |     |     | 4   |     |     |     | 9   |     |     | 12     |
| 15   | Thomas Rådström      | 6   |     |     | DNF |     | 6   |     |     | DNF | 12     |
| 16   | Patrick Bernardini   |     |     |     | 9   | 9   |     |     | 10  | 6   | 11     |
| 17   | Reza Pribadi         |     |     | 5   |     |     |     |     |     |     | 8      |
| 18   | Stig Blomqvist       | 8   | 7   |     |     |     |     | DNF |     |     | 7      |
| 19   | Rui Madeira          |     |     |     | DNF | 8   | 9   |     | DNF | 9   | 7      |
| 20   | Kenjirō Shinozuka    |     | 6   |     |     |     |     |     |     |     | 6      |
|      | Michael Lieu         |     |     | 6   |     |     |     | DNF |     |     | 6      |
|      | Franco Cunico        |     |     |     |     |     |     |     | 6   |     | 6      |
| 23   | Shigeyuki Konishi    |     |     | 7   |     |     |     | 25  |     |     | 4      |
|      | Sebastian Lindholm   | DNF |     |     |     |     | 7   |     |     |     | 4      |
| 25   | Didier Auriol        | 10  |     |     |     |     |     |     | 8   |     | 4      |
| 26   | Angelo Medeghini     |     |     |     | DNF | 12  | 10  |     | 9   | 10  | 4      |
| 27   | Hideaki Miyoshi      |     | 8   |     |     |     |     | 29  |     |     | 3      |
|      | Irvan Gading         |     |     | 8   |     |     |     |     |     |     | 3      |
|      | Lasse Lampi          |     |     |     |     |     | 8   |     |     |     | 3      |
|      | Possum Bourne        |     |     |     |     |     |     | 8   |     |     | 3      |
|      | Oriol Gómez          |     |     |     |     |     |     |     |     | 8   | 3      |
| 32   | Tomas Jansson        | 9   |     |     |     |     |     |     |     |     | 2      |
|      | Patrick Njiru        |     | 9   |     |     |     |     |     |     |     | 2      |
|      | Chandra Alim         |     |     | 9   |     |     |     |     |     |     | 2      |
| 35   | Jonathan Toroitich   |     | 10  |     |     |     |     |     |     |     | 1      |
|      | Bambang Hartono      |     |     | 10  |     |     |     |     |     |     | 1      |
|      | Jean-Pierre Richelmi |     |     |     | 10  |     |     |     |     |     | 1      |
|      | Uwe Nittel           | 16  |     |     | 14  | 10  | 16  | DSQ | DNF | 16  | 1      |
|      | Ed Ordynski          |     |     |     |     |     |     | 10  |     |     | 1      |
| Rang | Fahrer               | SWE | KEN | INA | GRC | ARG | FIN | AUS | ITA | ESP | Punkte |

| Farbe   | Abkürzung          | Bedeutung                                                                 |
| ------- | ------------------ | ------------------------------------------------------------------------- |
| Gold    | –                  | Sieg                                                                      |
| Silber  | –                  | 2. Platz                                                                  |
| Bronze  | –                  | 3. Platz                                                                  |
| Grün    | –                  | Platzierung in den Punkten                                                |
| Blau    | –                  | Klassifiziert außerhalb der Punkteränge                                   |
| Violett | DNF                | Rallye nicht beendet (did not finish)                                     |
| Schwarz | DSQ                | Während oder nach der Rallye disqualifiziert (disqualified)               |
| Weiß    | DNS                | nicht am Start (did not start)                                            |
| Ohne    | 1 2 3              | hochgestellte Zahlen sind punkteberechtigte Platzierungen der Power-Stage |
| Ohne    | keine WM-Teilnahme |                                                                           |
| Ohne    | INJ                | verletzt oder krank (injured)                                             |
| Ohne    | EX                 | An der Teilnahme an der Rallye ausgeschlossen (excluded)                  |
| Ohne    | DNA                | nicht erschienen (did not arrive)                                         |
| Ohne    | †                  | verstorben                                                                |

### Herstellerwertung
| Rang | Team                     | Nr. | SWE | KEN | INA | GRC | ARG | FIN | AUS | ITA | ESP | Punkte |
| ---- | ------------------------ | --- | --- | --- | --- | --- | --- | --- | --- | --- | --- | ------ |
| 1    | Subaru World Rally Team  | 1   | 3   | 4   | DNF | 1   | DNF | DNF | 4   | 1   | 1   | 401    |
| 1    | Subaru World Rally Team  | 2   | 5   | 2   | DNF | 5   | 3   | 5   | 2   | 5   | 7   | 401    |
| 1    | Subaru World Rally Team  | 3   | 10  | 5   | 2   | 4   | 7   |     | 7   | DNF | 2   | 401    |
| 2    | Team Mitsubishi Ralliart | 7   | 1   | 1   | DNF | 2   | 1   | 1   | 1   | DNF | 5   | 322    |
| 2    | Team Mitsubishi Ralliart | 8   | 14  | 6   | DNF | 14  | 4   | 8   | 5   | 8   | DNF | 322    |
| 2    | Team Mitsubishi Ralliart | 9   |     |     | DNF |     | 10  | DNF | 10  | DNF |     | 322    |
| 3    | Ford Motor Co Ltd        | 4   | 2   | DNF | 1   | 3   | 2   | DNF | 3   | 2   | DNF | 299    |
| 3    | Ford Motor Co Ltd        | 5   | 11  | 7   | DNF | 6   | 5   | 11  | 6   | 3   | 3   | 299    |
| 3    | Ford Motor Co Ltd        | 6   | 8   |     | DNF |     |     |     |     |     |     | 299    |